# Beskid Sądecki

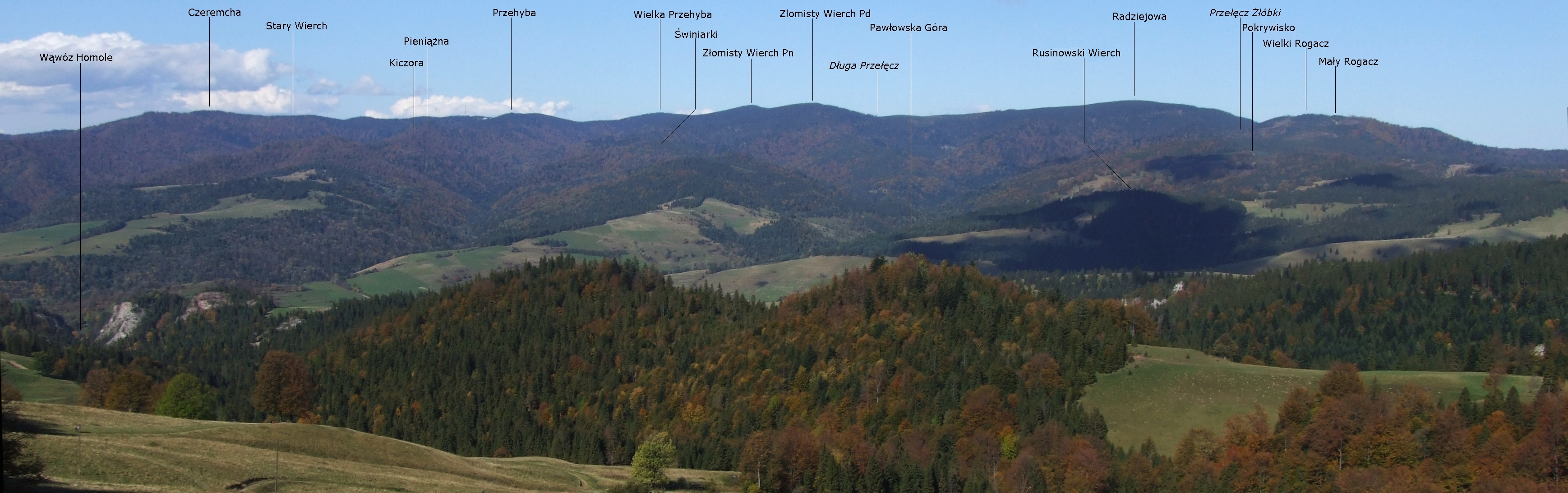
Pasmo Radziejowej

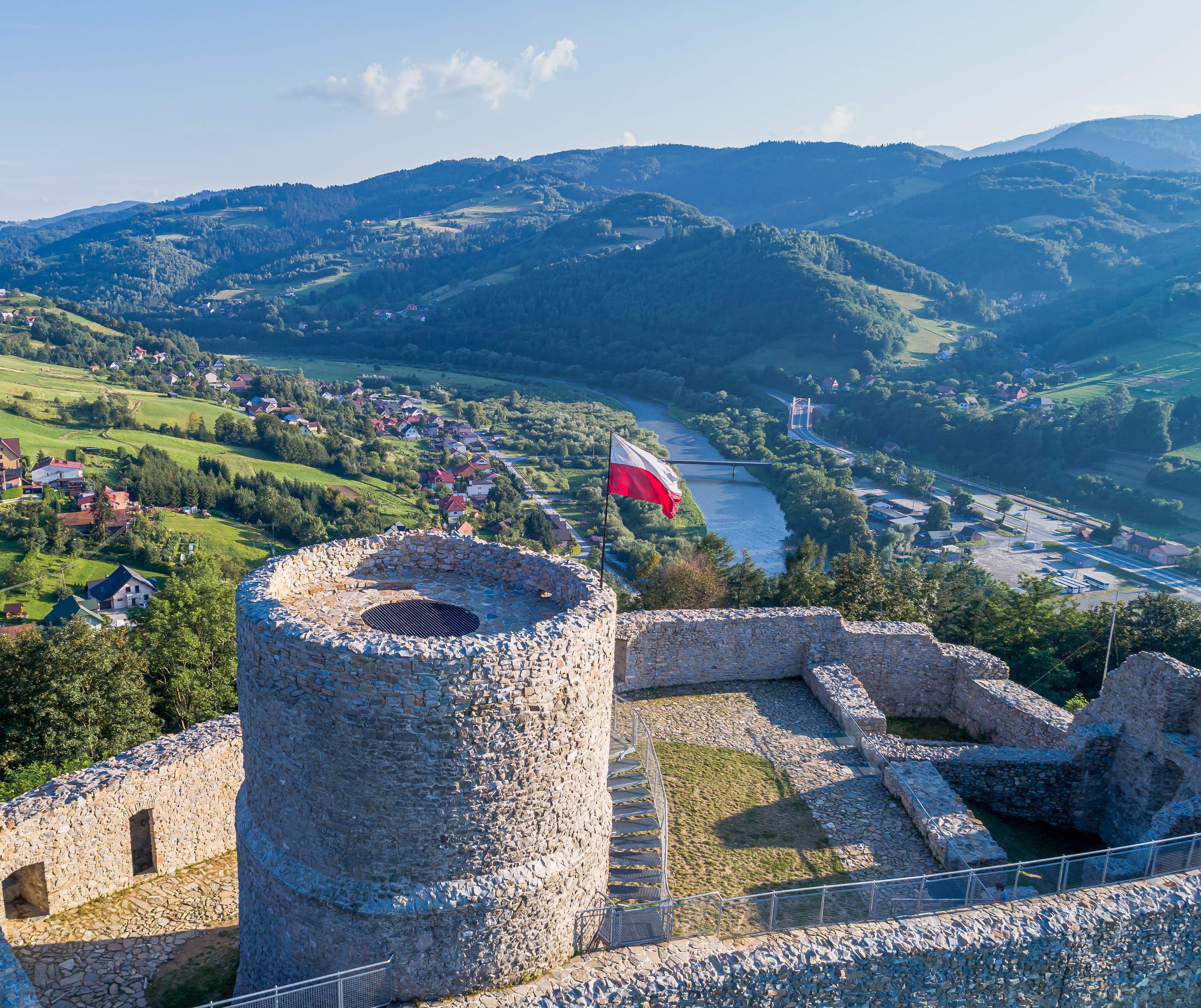
Panorama Beskidu Sądeckiego z Zamku w Rytrze

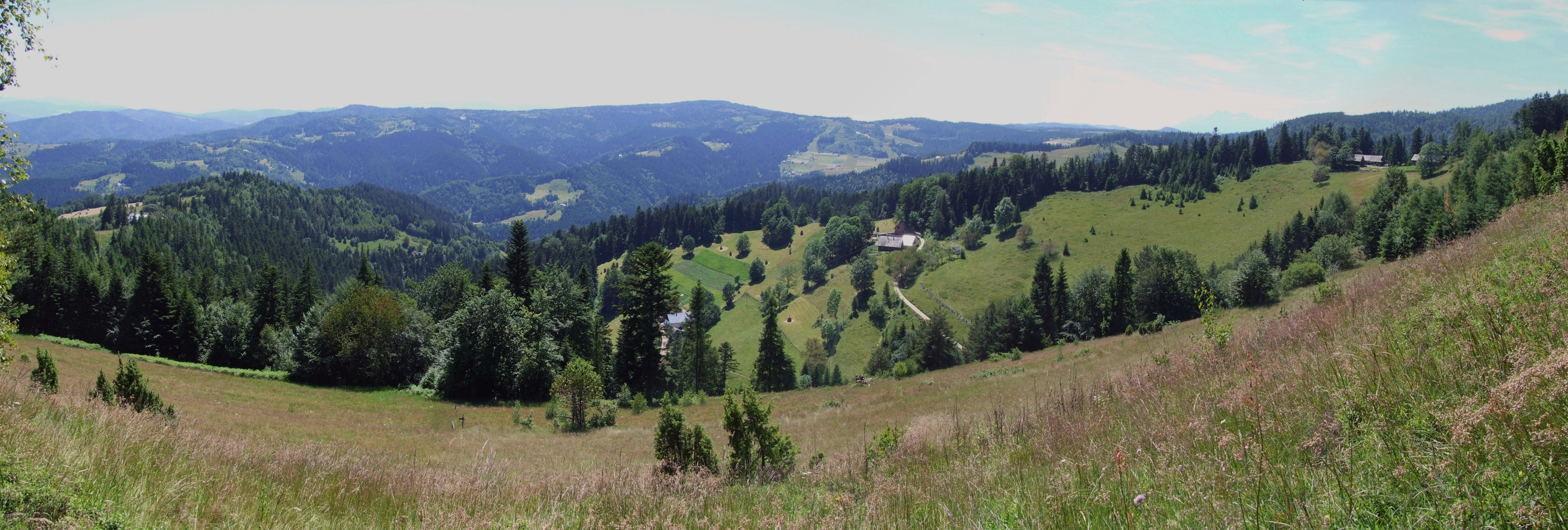
Widok z Chatki pod Niemcową na Pasmo Jaworzyny

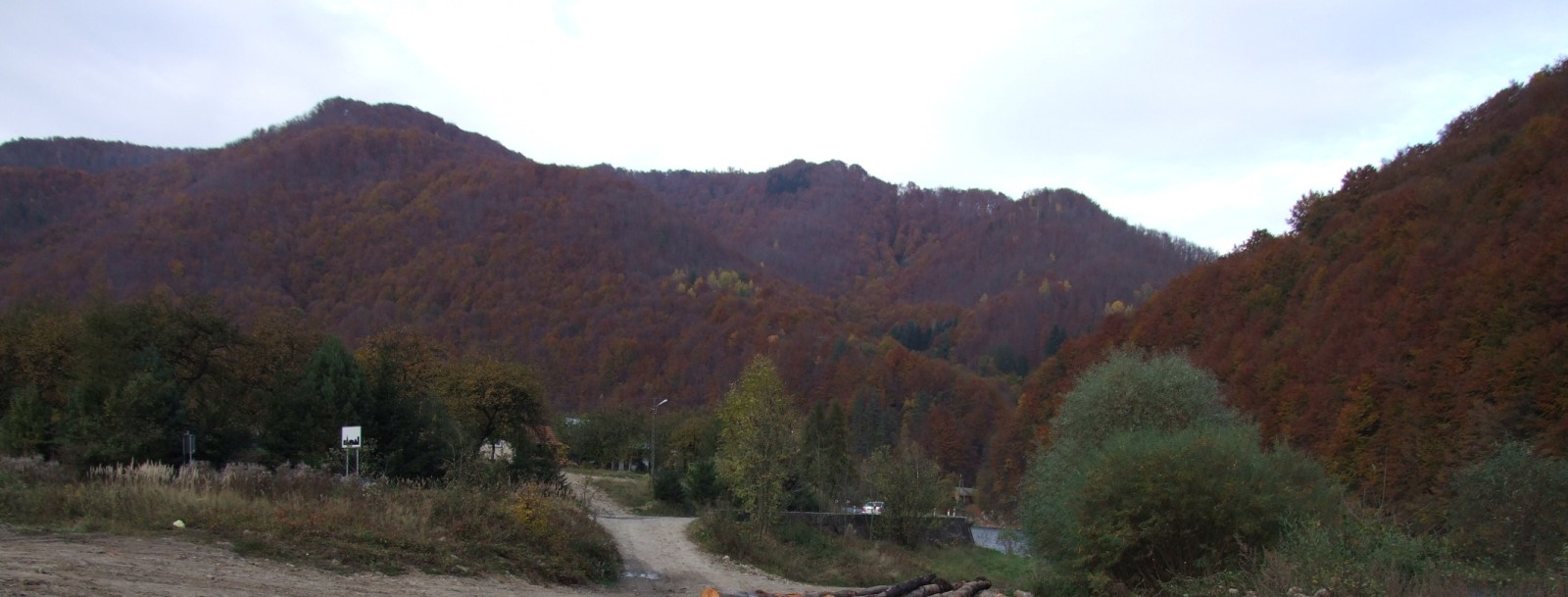
Jesień w Beskidzie Sądeckim (Przełom Dunajca w Tylmanowej)

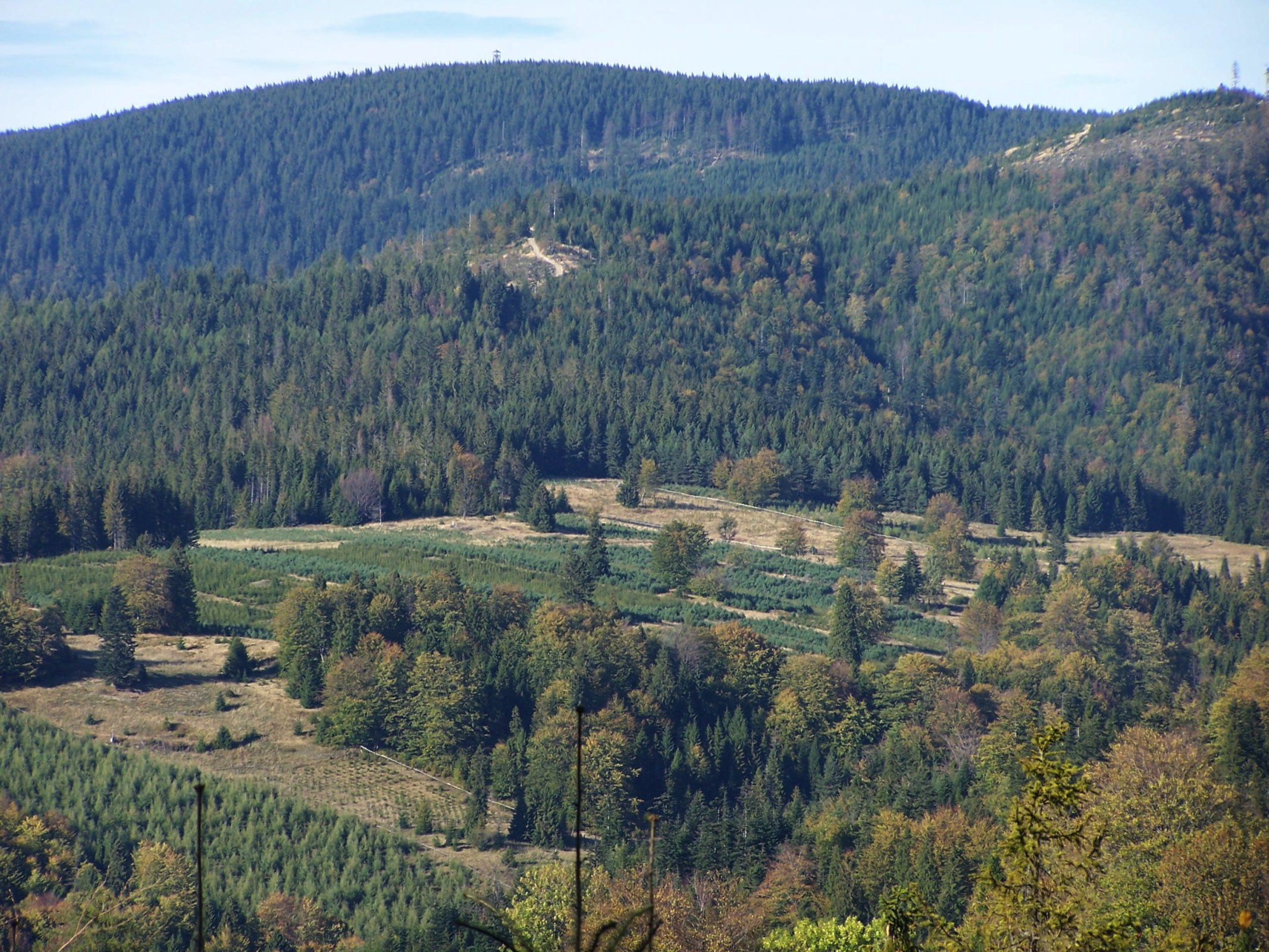
Masyw Radziejowej

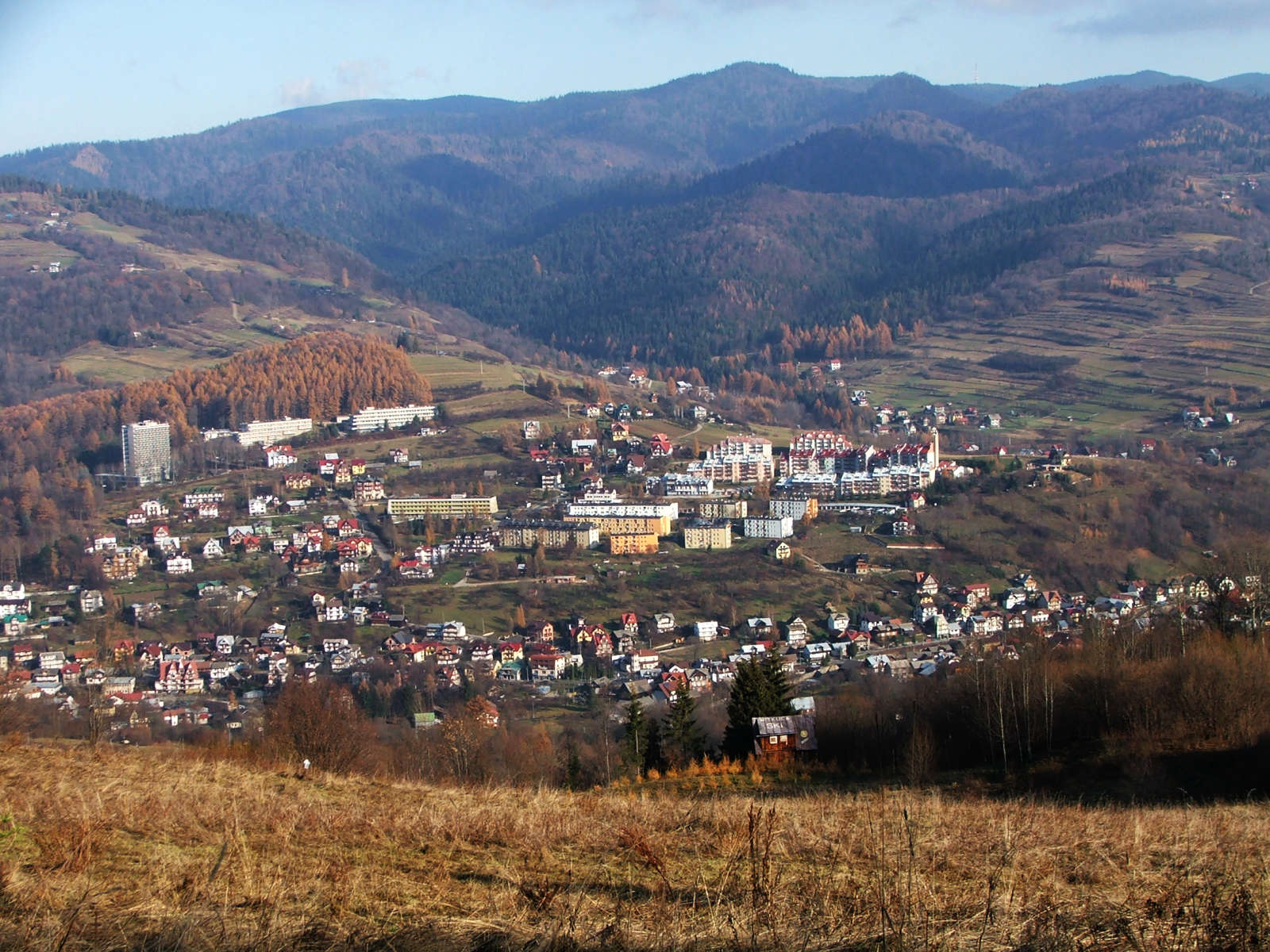
Beskid Sądecki widziany z Małych Pienin. W dole Szczawnica

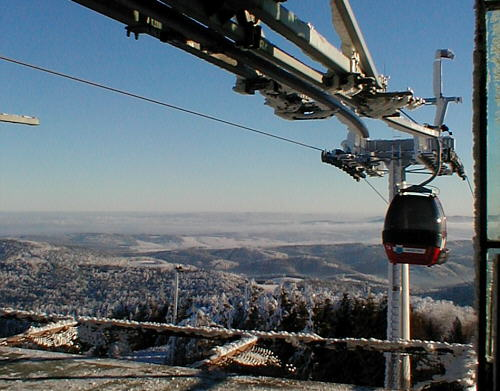
Kolej gondolowa na Jaworzynę

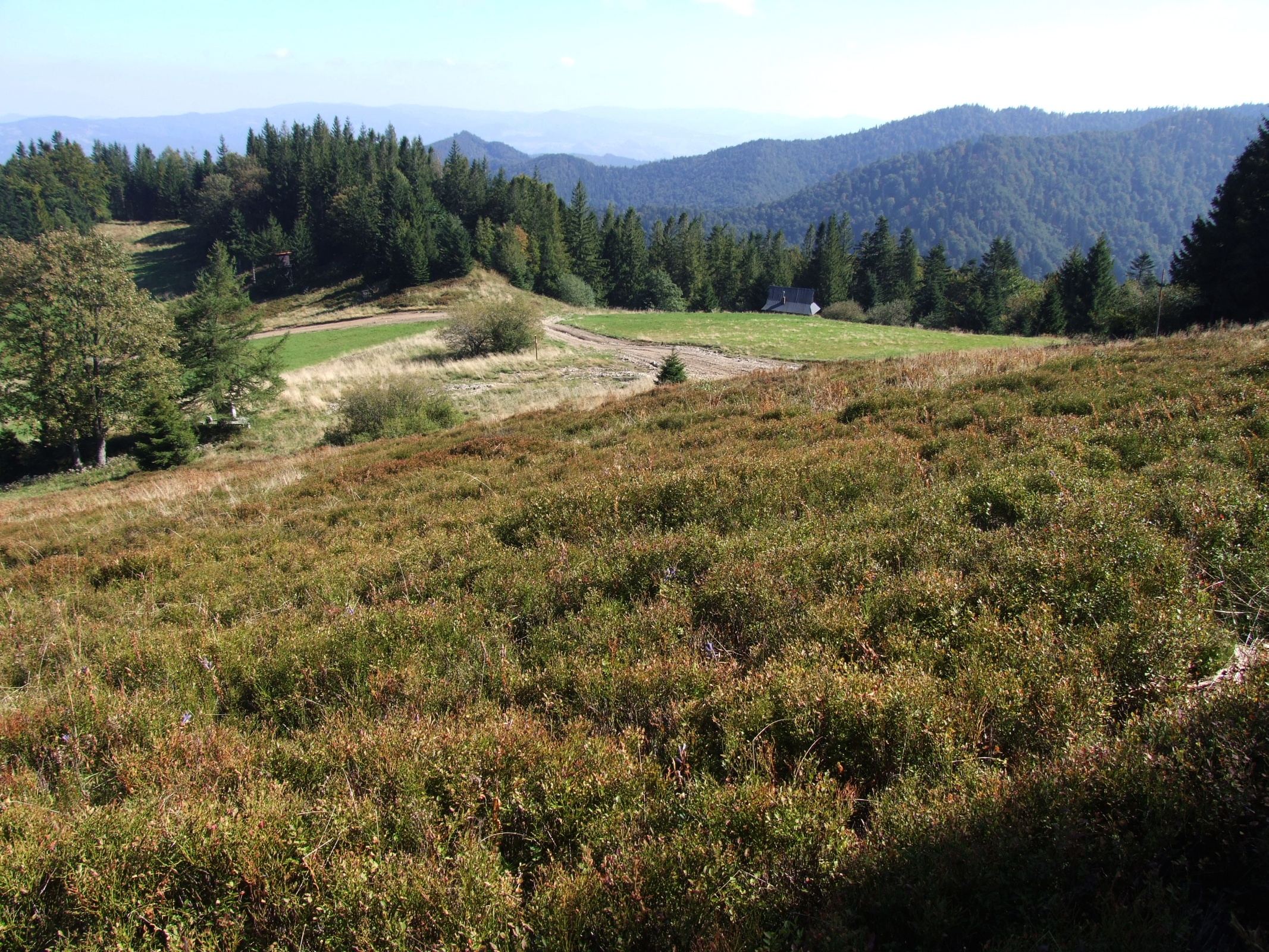
Hala Konieczna

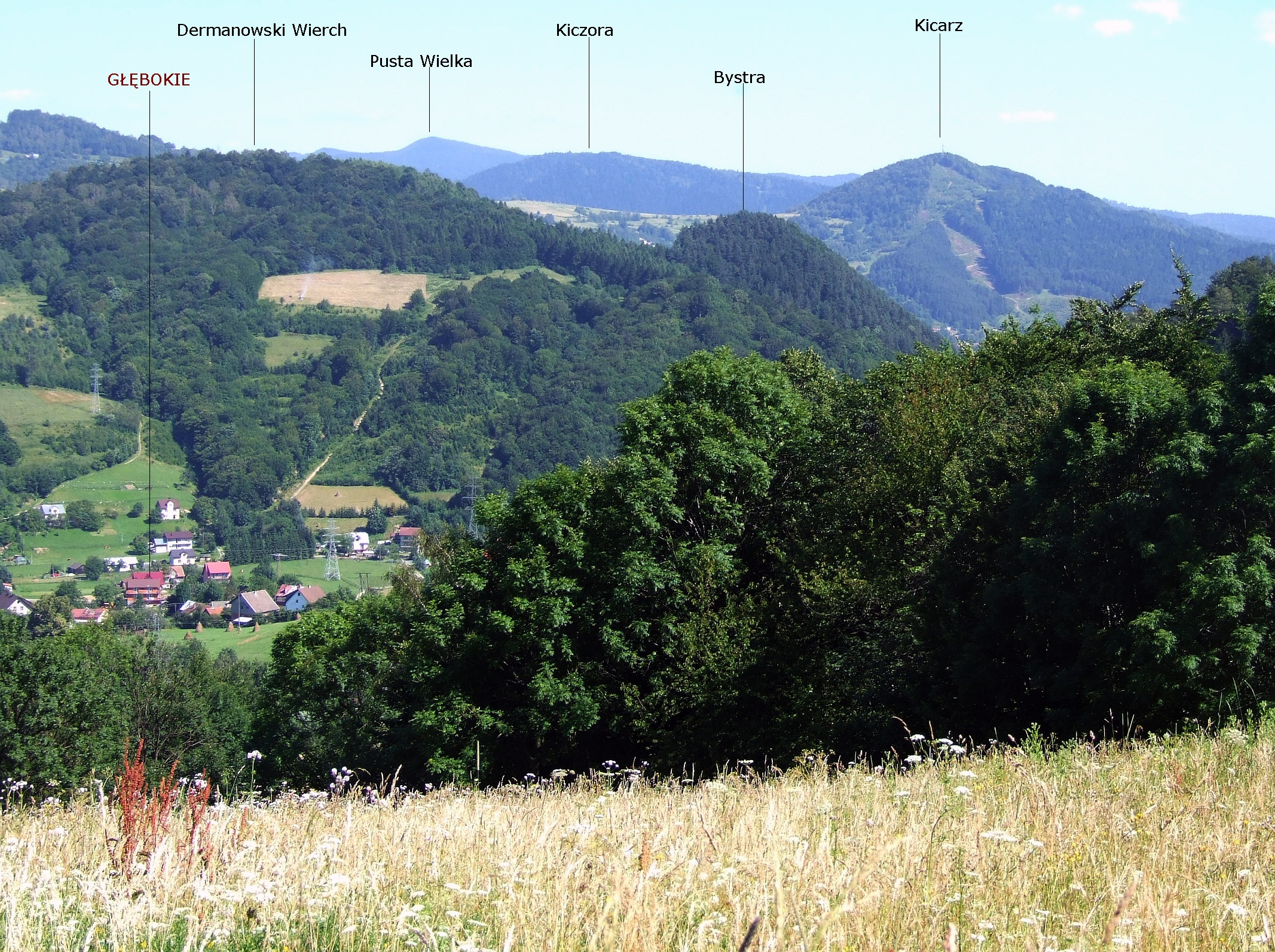
Dolina Popradu i fragment Pasma Jaworzyny

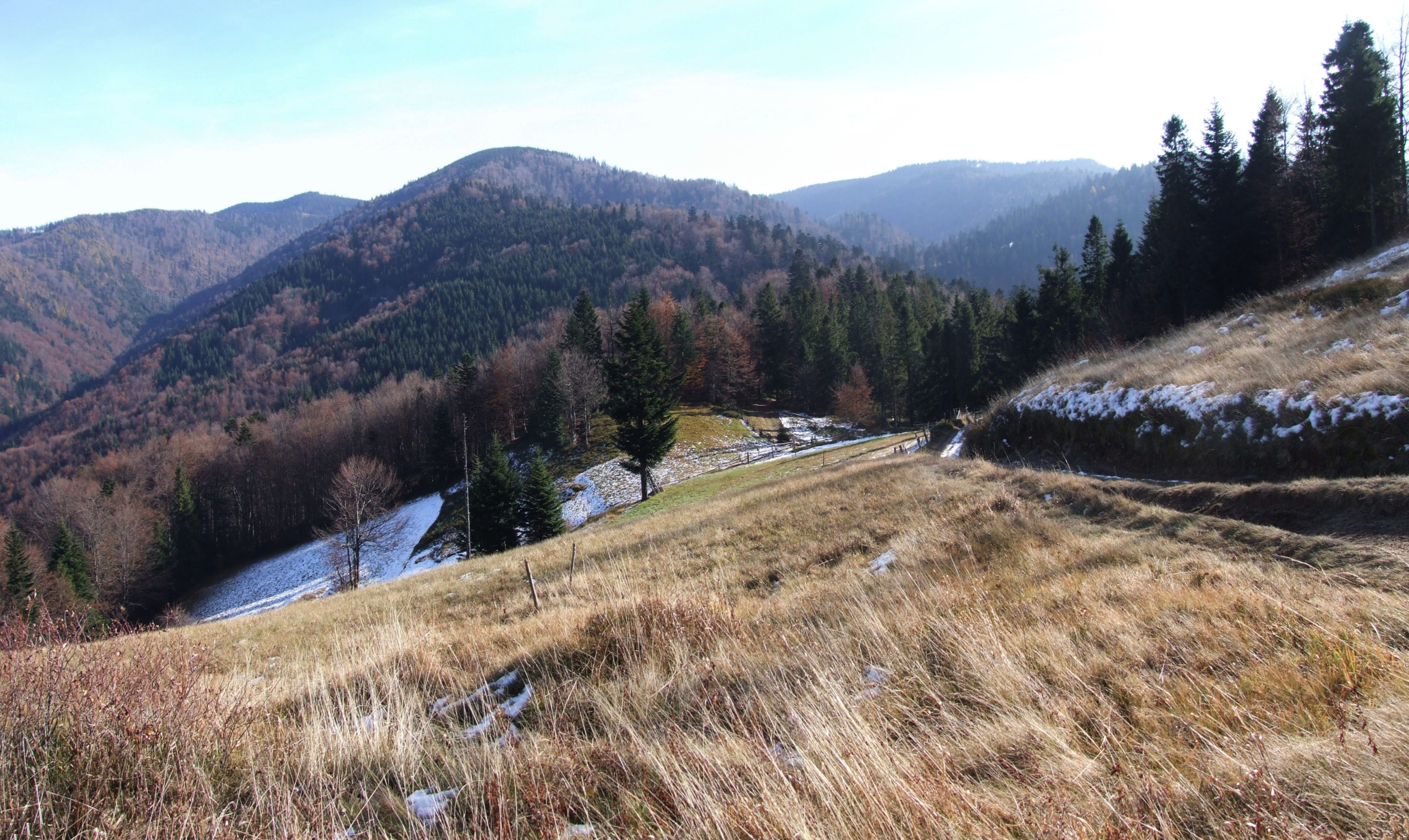
Herślowa Polana

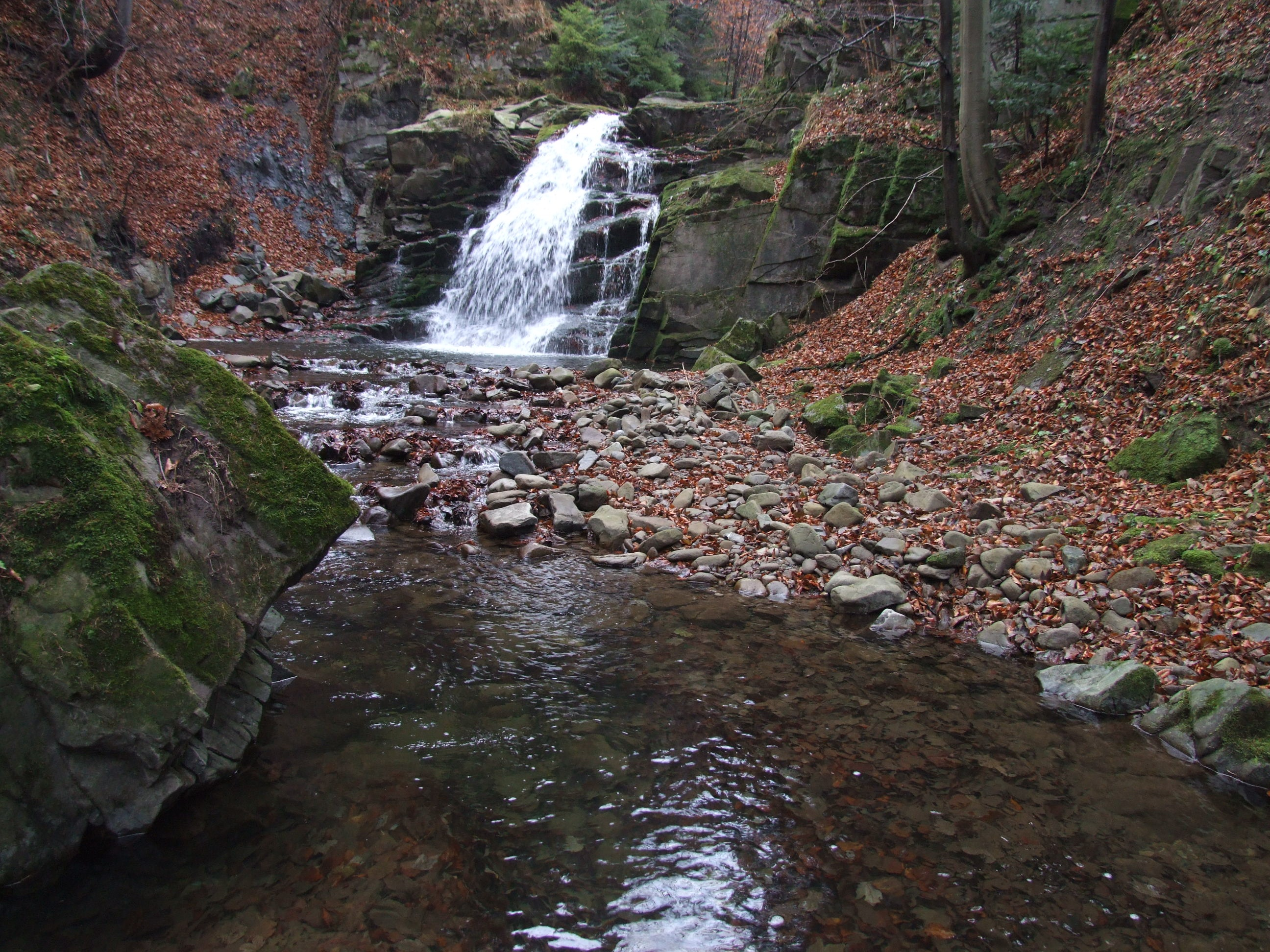
Wodospad Wielki

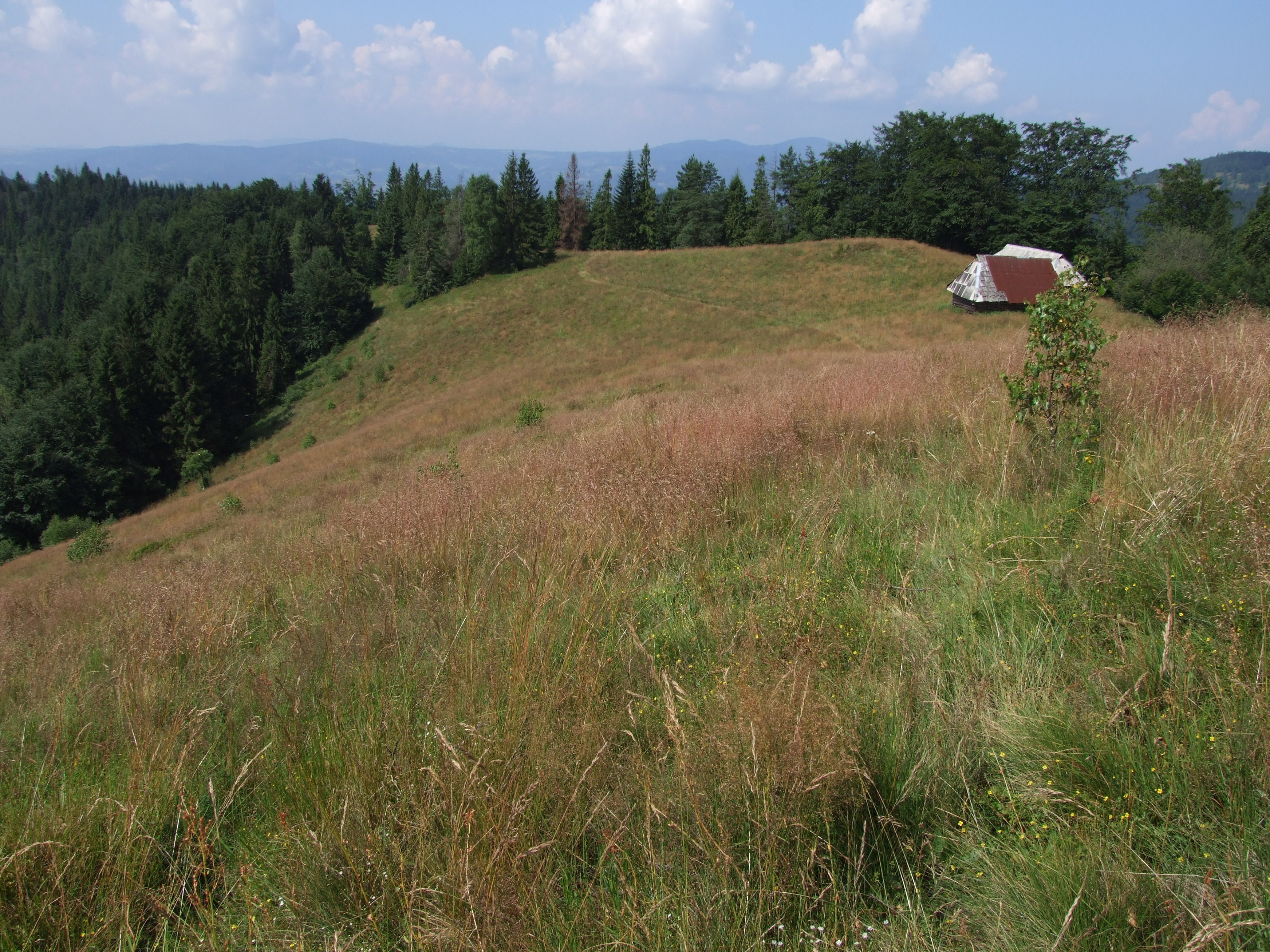
Opuszczony dom na Hali Skotarka

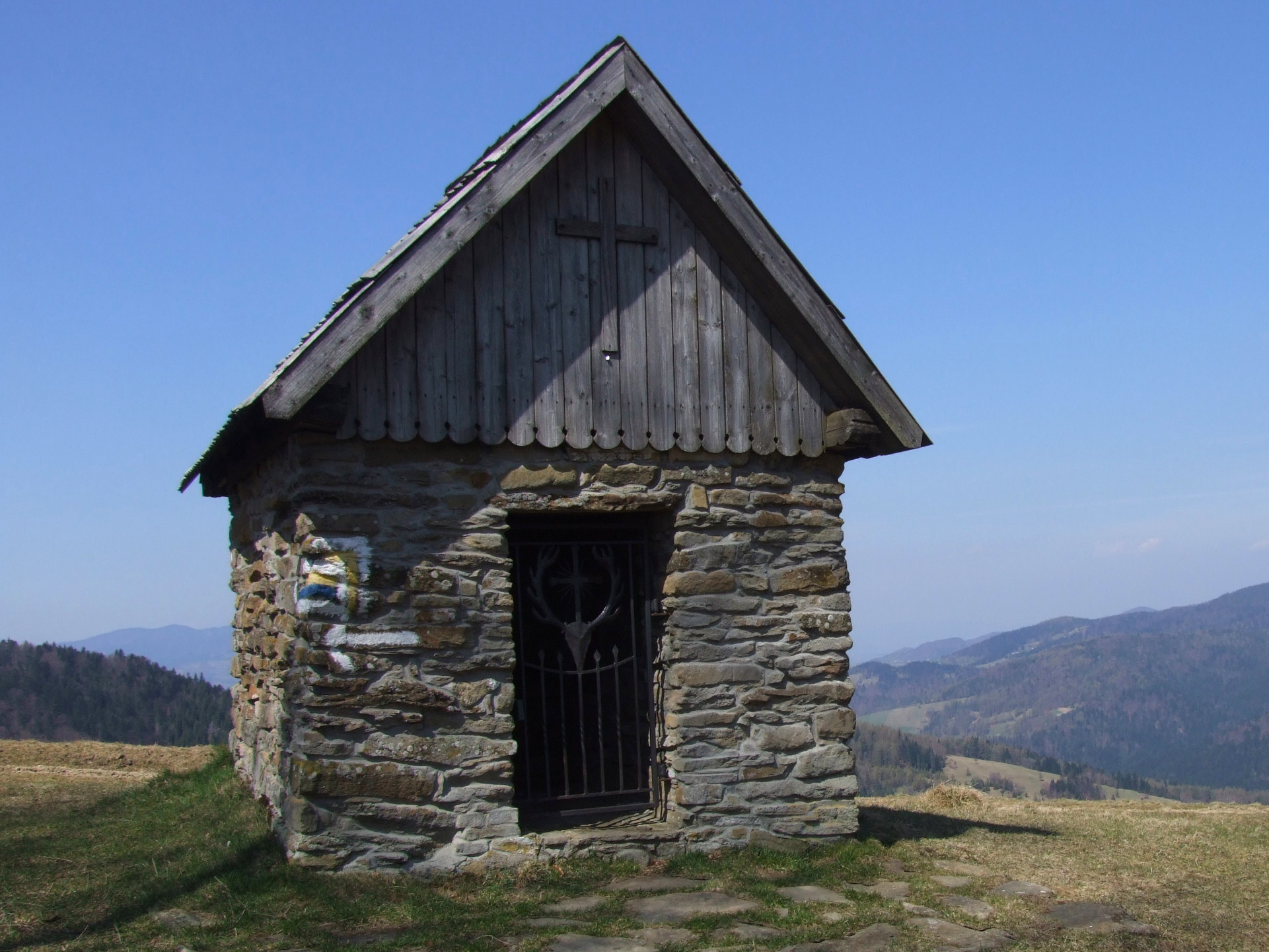
Kapliczka pod Jaworzynką

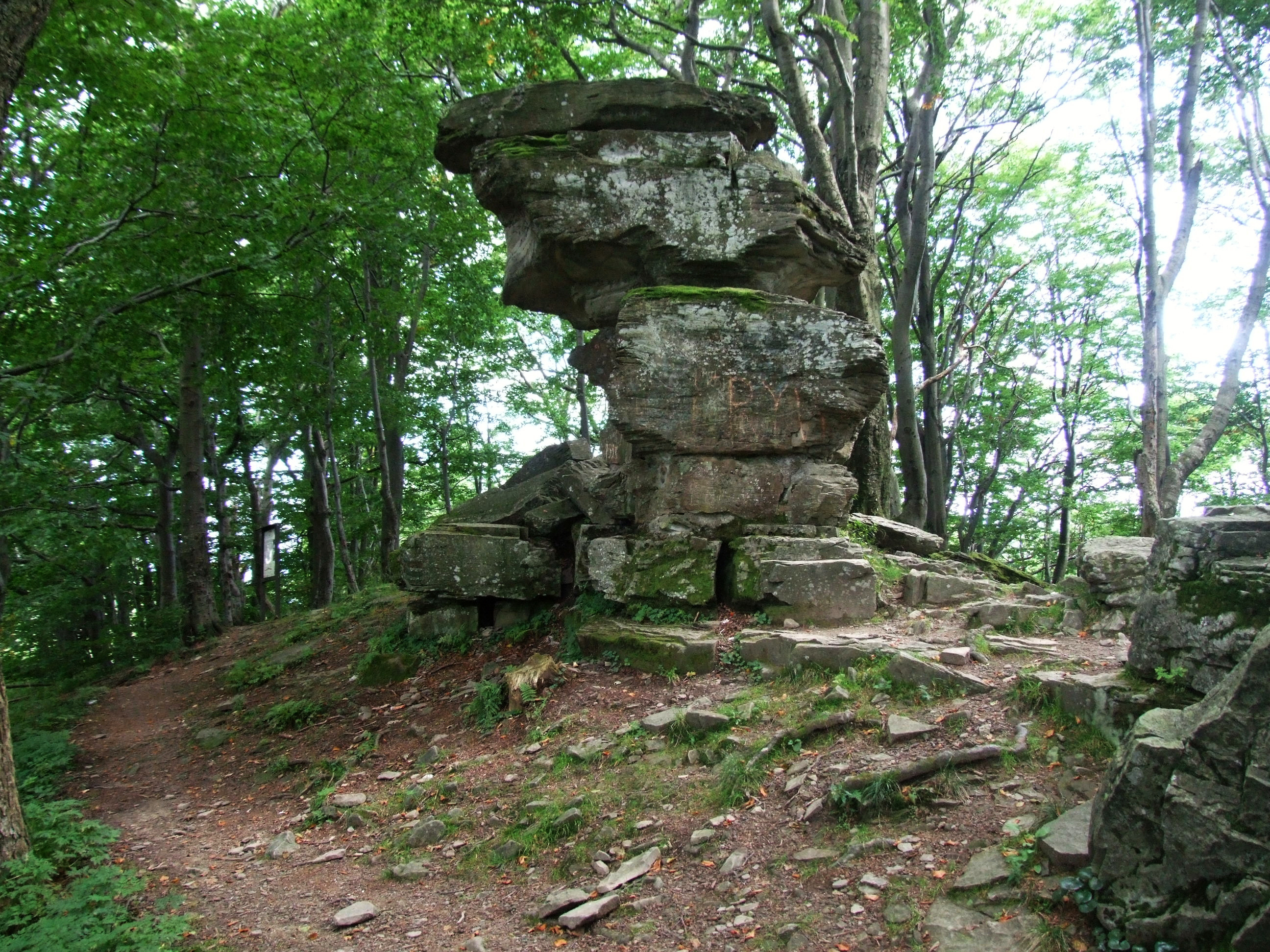
Kamień Diabelski na Jaworzynie Krynickiej

Beskid Sądecki (słow. Ľubovnianska vrchovina; 513.54) – pasmo górskie w Karpatach Zachodnich, należące do Beskidów Zachodnich. W granicach Polski rozciąga się na powierzchni ok. 670 km², pomiędzy Dunajcem na zachodzie a dolinami Kamienicy, Mochnaczki, Muszynki i Przełęczą Tylicką (688 m) na wschodzie. Najwyższym szczytem jest Radziejowa (1266 m). Góry zbudowane są z fliszu płaszczowiny magurskiej.

## Nazewnictwo
Do około 1918 r. funkcjonowała nazwa Beskid Nadpopradzki. Po wytyczeniu granic między Polską a Czechosłowacją w Polsce zaczęto używać nazwy Beskid Sądecki, a w Czechosłowacji Ľubovnianska vrchovina. Według niektórych przywrócenie nazwy Beskid Nadpopradzki byłoby najlepszym rozwiązaniem, nazwa ta jest bowiem politycznie neutralna, a nowe nazewnictwo rodzi wiele niejasności. Według geografów słowackich Beskid Sądecki (ale w nieco innych granicach) to Ľubovnianska vrchovina. Pogląd ten podzielany jest też przez polskich autorów, m.in. w regionalizacji fizycznogeograficznej Kondrackiego Ľubovnianska vrchovina traktowana jest jako słowacka nazwa całego Beskidu Sądeckiego. Niektórzy polscy autorzy wschodnią, słowacką część Pasma Radziejowej nazywają Górami Lubowelskimi, spotyka się też nazwę Pogórze Lubowelskie. Według tychże polskich autorów nazwy „Pasmo Radziejowej” i „Góry Lubowelskie” związane są tylko z granicą państwową, a faktycznie jest to jedno pasmo górskie. Pogląd ten nie jest podzielany przez innych polskich autorów, którzy słowackie pasmo traktują jako osobny region fizycznogeograficzny.

## Topografia
Do Beskidu Sądeckiego zalicza się trzy pasma górskie:
- Pasmo Jaworzyny
- Pasmo Radziejowej
- Góry Leluchowskie

Przełomowa dolina Popradu dzieli je na dwie grupy. Po północno-wschodniej i wschodniej stronie Popradu znajduje się Pasmo Jaworzyny i Góry Leluchowskie, po południowo-zachodniej i zachodniej leżące w granicach Polski Pasmo Radziejowej oraz pasmo słowackie. Pasmo słowackie przez część polskich autorów nazywane jest Górami Lubowelskimi od słowackiej nazwy Ľubovnianska vrchovina, która to nazwa według geografów słowackich odnosi się jednak do innego obszaru niż wyznaczanego przez niektórych polskich autorów. Według tychże polskich autorów nazwy „Pasmo Radziejowej” i „Góry Lubowelskie” związane są tylko z granicą państwową, a faktycznie jest to jedno pasmo. Pogląd ten nie jest podzielany przez innych polskich autorów. Ponadto w regionalizacji fizycznogeograficznej Kondrackiego Ľubovnianska vrchovina traktowana jest jako słowacka nazwa całego Beskidu Sądeckiego. Umowną granicę między Pasmem Radziejowej a pasmem słowackim prowadzi się od Popradu doliną Czercza, przez Gromadzką Przełęcz i dolinę potoku Wielki Lipnik.
W Paśmie Radziejowej znajduje się najwyższy szczyt całego Beskidu Sądeckiego – Radziejowa oraz wszystkie pozostałe w regionie szczyty przekraczające 1200 m. W Paśmie Jaworzyny tylko Jaworzyna Krynicka (1114 m) oraz Wielka Bukowa (1104 m) mają wysokość większą niż 1100 m.
Obydwie części Beskidu Sądeckiego mają charakter podłużnych pasm górskich złożonych z grzbietu głównego oraz odbiegających od niego grzbietów bocznych. Są one dosyć wyrównane, toteż szczyty, z wyjątkiem Radziejowej i Jaworzyny, charakteryzują się niewielką wybitnością. Oprócz tego, region cechuje duża lesistość. Z wyjątkiem niżej położonych terenów sąsiadujących z miejscowościami, raczej mało jest polan i łąk w porównaniu z okolicznymi pasmami gór.

## Granice
Według opracowanej przez Jerzego Kondrackiego regionalizacji fizycznogeograficznej Polski od zachodu Beskid Sądecki ograniczony jest doliną Dunajca, która oddziela go od Gorców, a na północnym zachodzie – od Beskidu Wyspowego. Od północy sąsiaduje z Kotliną Sądecką. Na północnym wschodzie i wschodzie dolina Kamienicy Nawojowskiej, Przełęcz Krzyżówka, Mochnaczka, górny bieg Muszynki oraz Przełęcz Tylicka są granicą z Beskidem Niskim (Góry Grybowskie). Południowo-zachodnią granicę z Pieninami tworzy Dunajec, dolina Grajcarka, Białej Wody i przełęcz Rozdziela, jednakże wapienne skały po północnej stronie koryta Białej Wody, mimo że topograficznie znajdują się na terenie Beskidu Sądeckiego, strukturalnie i geologicznie przynależą do Małych Pienin. Po słowackiej stronie z przełęczy Rozdziela granica biegnie doliną potoków Rozdziel i Wielki Lipnik, dalej południowo-wschodnie stoki Gór Lubowelskich opadają do Spišsko-šarišskiego medzihoria. Południową granicę pomiędzy Górami Leluchowskimi a Górami Czerchowskimi tworzy potok Smereczek, a dalej grzbiet wododziałowy między zlewnią Topľi a zlewnią Popradu.

## Sieć wodna
Obszar Beskidu Sądeckiego należy do dorzecza Dunajca w zlewisku Morza Bałtyckiego. Jedyną większą rzeką przepływającej przez region jest Poprad, natomiast Dunajec opływa go od zachodu i północy, będąc jego granicą. Większość cieków stanowią spływające z gór liczne potoki, płynące dolinami usytuowanymi najczęściej pomiędzy bocznymi grzbietami górskimi. Uchodzą one bezpośrednio do Dunajca lub Popradu bądź za pośrednictwem mniejszych rzek znajdujących się na granicy regionu, takich jak Grajcarek, Kamienica Nawojowska, czy Muszynka. W Beskidzie Sądeckim jest niewiele zbiorników wodnych – są to niewielkie jeziora osuwiskowe, których przykładem jest Młaka w rezerwacie przyrody Baniska.

## Przyroda
Pierwotnie, przed osadzeniem się tutaj ludzi cały Beskid Sądecki porastały lasy. W górach głównie była to buczyna karpacka, w której dominował buk zwyczajny, domieszkę tworzyła jodła pospolita i jawor. Tylko w niektórych miejscach ostały się fragmenty tej niezmienionej przez działalność człowieka pierwotnej puszczy. Jawory są już rzadkie, jednak dawniej musiały występować znacznie częściej. Świadczą o tym pochodzące od jawora liczne nazwy geograficzne, nawet w takich miejscach, gdzie obecnie w ogóle już nie ma tego gatunku. Buka jednak ostało się jeszcze sporo, dawniej bowiem uważano go za drzewo nieprzydatne do celów budowlanych. Fragmenty buczyny karpackiej chronione są w kilku rezerwatach. Tereny po wyciętych lasach obsadzano potem drzewami iglastymi, głównie świerkiem, który w reglu dolnym jest gatunkiem wprowadzonym przez człowieka. Za naturalne drzewostany świerkowe uważa się tylko świerkowe lasy w szczytowych partiach Radziejowej, Złomistego Wierchu i Wielkiego Rogacza. Nad potokami i rzekami występują lasy łęgowe, a na stromych skarpach nad Popradem i Dunajcem niewielkie fragmenty grądów. Wielką rzadkością jest zachowany naturalny fragment lasu lipowego, chroniony w rezerwacie przyrody Las Lipowy Obrożyska.
Pomimo wielowiekowego osadnictwa region cechuje stosunkowa duża lesistość. Z wyjątkiem niżej położonych terenów sąsiadujących z miejscowościami, raczej mało jest tutaj polan i łąk w porównaniu z okolicznymi pasmami gór. Duże zasługi w ochronie lasów miał hrabia Adam Stadnicki – dawny właściciel tych terenów.
Różnorodność gatunkowa roślin jest dość duża. Występuje większa liczba gatunków górskich, niż w sąsiednim i położonym bardziej na północ Beskidzie Wyspowym. Z rzadkich w Polsce roślin stwierdzono występowanie m.in. takich gatunków, jak: dwulistnik muszy, głodek żółty, goździk pyszny, irga czarna, kokorycz żółtawa, koniczyna pannońska, kręczynka jesienna, oman plamisty, ostrożeń dwubarwny, ostrożeń głowacz, pierwiosnek omączony, podejźrzon rutolistny, prosienicznik plamisty, przetacznik pokrzywolistny, przewiercień długolistny, turzyca zgrzebłowata, wiechlina styryjska, wyblin jednolistny, zaraza macierzankowa.

## Turystyka

### Atrakcje
Region jest bardzo atrakcyjny pod względem turystycznym, głównie ze względu na piękne krajobrazy (przełom rzeczny Popradu), liczne uzdrowiska (wody mineralne), bogate dziedzictwo kulturowe regionu (np. Szlak Architektury Drewnianej), folklor.
Największymi ośrodkami turystycznymi są powstałe w pobliżu źródeł i ujęć wód mineralnych miasta i wsie uzdrowiskowe, takie jak: Krynica-Zdrój, Muszyna, Piwniczna-Zdrój, Rytro, Żegiestów-Zdrój, a także położona na granicy Pasma Radziejowej i Małych Pienin Szczawnica. W Krynicy, Muszynie, Wierchomli Małej oraz należącej do Piwnicznej Suchej Dolinie znajdują się kompleksy wyciągów i stoków narciarskich. Jednym z najpopularniejszych jest Jaworzyna Krynicka, na którą z doliny Czarnego Potoku w Krynicy wjeżdża linowa kolej gondolowa. Działa ona również latem, wwożąc turystów na bezleśny, widokowy wierzchołek.
W górach poprowadzono wiele szlaków turystyki pieszej, z których najważniejszy i najdłuższy jest przebiegający głównymi grzbietami Pasm Radziejowej i Jaworzyny Główny Szlak Beskidzki, znakowany na czerwono. Wytyczone są także szlaki rowerowe, a nawet przebiega tędy Transbeskidzki Szlak Konny. W porównaniu z sąsiednimi pasmami górskimi, jest tu niewiele punktów widokowych. Najważniejsze i najbardziej znane to: Przehyba, wieża na Radziejowej, Wielki Rogacz oraz Jaworzyna Krynicka. Są to zarazem najbardziej popularne wśród turystów szczyty w regionie.
Do innych obiektów atrakcyjnych turystycznie należą skałki (np. Diabelski Kamień na stoku Jaworzyny, Kamień Świętej Kingi pod Skałką) czy niewielkie wodospady na potokach, jak na przykład Zaskalnik czy Wodospad Wielki. Występują tu również zabytki – ruiny zamku w Rytrze i zamku w Muszynie, kościół w Jazowsku oraz obiekty Szlaku Architektury Drewnianej, do których należą: drewniana zabudowa Krynicy, cerkwie m.in. w Powroźniku, Szczawniku, Wierchomli Wielkiej, Miliku oraz Złockiem, a także kościół w Tyliczu.
W przełomie Popradu, pomiędzy Piwniczną a Rytrem, organizowany jest spływ tratwami flisackimi.

### Schroniska
Przemierzający szlaki turyści mogą nocować w pięciu schroniskach PTTK oraz w obiektach prywatnych:
- Bacówka pod Bereśnikiem
- Schronisko PTTK na Przehybie
- Schronisko PTTK na Hali Łabowskiej
- Bacówka PTTK nad Wierchomlą
- Schronisko PTTK na Jaworzynie Krynickiej
- Chata Górska Cyrla
- Chatka pod Niemcową
- Chata na Magórach
- Chata Wątorówka na Obidzy[12]
- Stanica Harcerska w Kosarzyskach

### Szlaki turystyczne
Szlaki w Paśmie Radziejowej
 Główny Szlak Beskidzki na odcinku: Krościenko nad Dunajcem – Groń – Dzwonkówka – Przełęcz Przysłop – Skałka – Schronisko PTTK na Przehybie – Złomisty Wierch – Przełęcz Długa – Radziejowa – Przełęcz Żłobki – Wielki Rogacz – Niemcowa – Kordowiec – Rytro
 Szczawnica – Bryjarka – Schronisko PTTK pod Bereśnikiem – Dzwonkówka – Jaworzynka – Okrąglica Północna – przeprawa promowa przez Dunajec – Łącko
 Szczawnica – Czeremcha – Schronisko PTTK na Przehybie – Wietrzne Dziury – Wdżary Niżne – dolina Wielkiej Roztoki – Rytro
 Szczawnica – Kuni Wierch – Czeremcha – Schronisko PTTK na Przehybie – Będzikówka – Jazowsko
 Jaworki – Pokrywisko – Przełęcz Obidza – Przełęcz Gromadzka – Kosarzyska – Piwniczna-Zdrój
 Jaworki – dolina Białej Wody – Przełęcz Rozdziela
 Przełęcz Rozdziela – Szczob – Przełęcz Gromadzka – Przełęcz Obidza – Wielki Rogacz
 Przełęcz Gromadzka – Eliaszówka – Piwniczna-Zdrój
 Piwniczna-Zdrój – Kamienny Groń – Niemcowa
 Barcice – Wdżary Niżne
 Stary Sącz – Moszczenica Wyżna – Rozdroże pod Wielką Przehybą
 Tylmanowa-Rzeka – Jaworzynka
Szlaki w Paśmie Jaworzyny Krynickiej
 Główny Szlak Beskidzki na odcinku: Rytro – Schronisko Cyrla – Jaworzyna Kokuszczańska – Przełęcz Bukowina – Hala Pisana – Wierch nad Kamieniem – Schronisko PTTK na Hali Łabowskiej – Hola – Runek – Czubakowska – Jaworzyna Krynicka – dolina Czarnego Potoku – Krynica-Zdrój
 Barcice – Wola Krogulecka – Makowica – węzeł szlaków (czerwony i zielony)
 Nowy Sącz – Poręba Mała – Żeleźnikowa Mała – Nad Garbem – Wilcze Doły – węzeł szlaków (czerwony i niebieski)
 Nawojowa – dojście do  pod Wilczymi Dołami
 Frycowa – Wielki Groń – Sokołowska Góra – Hala Pisana – Przełęcz Bukowina – Groń – Piwniczna-Zdrój
 Łabowa – Łabowiec – Schronisko PTTK na Hali Łabowskiej – Łomnica-Zdrój – Bucznik – Piwniczna-Zdrój
 Schronisko PTTK na Hali Łabowskiej – Wargulszańskie Góry – Siodło pod Parchowatką – Łomnica-Zdrój st. kol.
 Krynica-Zdrój – Przełęcz Krzyżowa – Drabiakówka – Czubakowska – Runek – Bacówka PTTK nad Wierchomlą – Pusta Wielka – Żegiestów-Zdrój
 Kopciowa PKS – Jaworzynka – Przełęcz Biała – Drabiakówka – Przełęcz Krzyżowa – Krzyżowa – Krynica-Zdrój
 Krynica-Zdrój – Przełęcz Kryżowa – Schronisko PTTK na Jaworzynie Krynickiej – Jaworzyna Krynicka – Złockie – Muszyna
 Muszyna – Szczawnik – Czertezy – kapliczka pod Jaworzynką – Pusta Wielka – Żegiestów
 Żegiestów – Pusta Wielka
 Wierchomla Wielka – Wierchomla Mała – Bacówka PTTK nad Wierchomlą
Istnieją odznaki turystyczne za zdobycie szczytów Beskidu Sądeckiego. Pierwszą z nich, Koronę Beskidu Sądeckiego, przyznawaną za zdobycie 35 szczytów, ustanowił w roku 2014 Oddział PTTK „Beskid” w Nowym Sączu. Druga odznaka, Zdobywca Korony Beskidu Sądeckiego, za zdobycie 20 szczytów, ustanowiona została w roku 2015 przez Klub Zdobywców Koron Górskich RP.

## Ochrona przyrody
Przeważającą część obszaru Beskidu Sądeckiego obejmuje Popradzki Park Krajobrazowy oraz obszar Natura 2000 „Ostoja Popradzka”. W jego obrębie utworzono też wiele rezerwatów przyrody:
- Pasmo Radziejowej
  - rezerwat przyrody Baniska
  - rezerwat przyrody Kłodne nad Dunajcem
  - rezerwat przyrody Nad Kotelniczym Potokiem
  - rezerwat przyrody Pusta Wielka
- Pasmo Jaworzyny Krynickiej
  - rezerwat przyrody Barnowiec
  - rezerwat przyrody Lembarczek
  - rezerwat przyrody Las Lipowy Obrożyska
  - rezerwat przyrody Łabowiec
  - rezerwat przyrody w Łosiach (zlikwidowany 2011)
  - rezerwat przyrody Uhryń
  - rezerwat przyrody Wierchomla
  - rezerwat przyrody Żebracze
- Góry Leluchowskie:
  - rezerwat przyrody Hajnik
  - rezerwat przyrody Okopy Konfederackie